# 229 Adelinda
Adelinda /ædəˈlɪndə/ (định danh hành tinh vi hình: 229 Adelinda) là một tiểu hành tinh lớn và tối, ở phía ngoài cùng của vành đai chính. Ngày 22 tháng 8 năm 1882, nhà thiên văn học người Áo Johann Palisa phát hiện tiểu hành tinh Adelinda khi ông thực hiện quan sát ở Viên và đặt tên nó theo tên của Adelinda, vợ của nhà thiên văn học người Áo Edmund Weiss.
Adelinda được phân loại là tiểu hành tinh kiểu BCD và thành phần cấu tạo của nó có lẽ bằng cacbonat nguyên thủy. Nó thuộc nhóm tiểu hành tinh Cybele và dường như ở trong 4:7 cộng hưởng quỹ đạo với Sao Mộc.